# Stade olympique de Brazzaville
 (avril 2025).
Si vous disposez d'ouvrages ou d'articles de référence ou si vous connaissez des sites web de qualité traitant du thème abordé ici, merci de compléter l'article en donnant les références utiles à sa vérifiabilité et en les liant à la section « Notes et références ».
Le stade olympique de Brazzaville est un stade multisports de 60 000 spectateurs construit dans le Complexe sportif de la Concorde de Kintélé à Brazzaville.

## Histoire
Le stade est livré en juin 2015 par une entreprise de construction chinoise. Il abrite des épreuves des Jeux africains dits du cinquantenaire, du 4 au 19 septembre 2015.

## Galerie

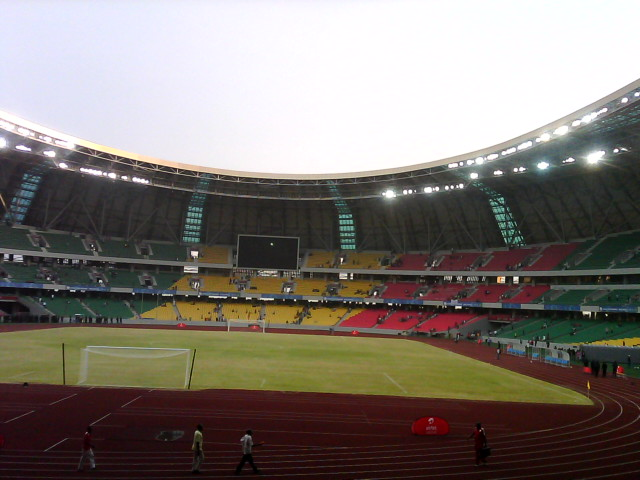